# Supercopa da Inglaterra de 1966
A Supercopa da Inglaterra de 1966 foi a 44ª edição do torneio, disputada em partida única entre o campeão da Football League First Division (Liverpool) e o campeão da Copa da Inglaterra (Everton).
O Liverpool venceu a partida por 1–0 e conquistou o título do torneio.

## Participantes
| Equipe    | Classificação                                        |
| --------- | ---------------------------------------------------- |
| Liverpool | Campeão da Football League First Division de 1965–66 |
| Everton   | Campeão da Copa da Inglaterra de 1965–66             |

## Partida
| 13 de agosto | Liverpool | 1 – 0     | Everton | Goodison Park, Liverpool                 |
| 15:00        | Hunt 9'   | Relatório |         | Público: 63 329 Árbitro: ENG Jack Taylor |